# پیتر گاتری
پیتر گاتری (انگلیسی: Peter Guthrie؛ زادهٔ ۱۰ اکتبر ۱۹۶۱) بازیکن فوتبال اهل بریتانیا است.
از باشگاه‌هایی که در آن بازی کرده‌است می‌توان به باشگاه فوتبال بلیث اسپارتانس، باشگاه فوتبال ویموث، باشگاه فوتبال تاتنهام هاتسپر، باشگاه فوتبال سوانزی سیتی، باشگاه فوتبال ای‌اف‌سی بورنموث، باشگاه فوتبال گیتزهد، باشگاه فوتبال ویتلی بای، باشگاه فوتبال هنگ کنگ رنجرز، و باشگاه فوتبال بارنت اشاره کرد.